# Delma petersoni
Delma petersoni — вид геконоподібних ящірок родини лусконогових (Pygopodidae). Ендемік Австралії. 

## Поширення і екологія
Delma petersoni поширені вздовж південного краю Великої пустелі Вікторії від північної частини півострова Ейр у Південній Австралії до півдня центральної частини Західної Австралії. Вони живуть на спініфексових луках.